# Pantoporia badoura
Pantoporia badoura är en fjärilsart som beskrevs av Butler 1866. Pantoporia badoura ingår i släktet Pantoporia och familjen praktfjärilar. Inga underarter finns listade i Catalogue of Life.